# Engi GL
| GL ist das Kürzel für den Kanton Glarus in der Schweiz. Es wird verwendet, um Verwechslungen mit anderen Einträgen des Namens Engi zu vermeiden. |

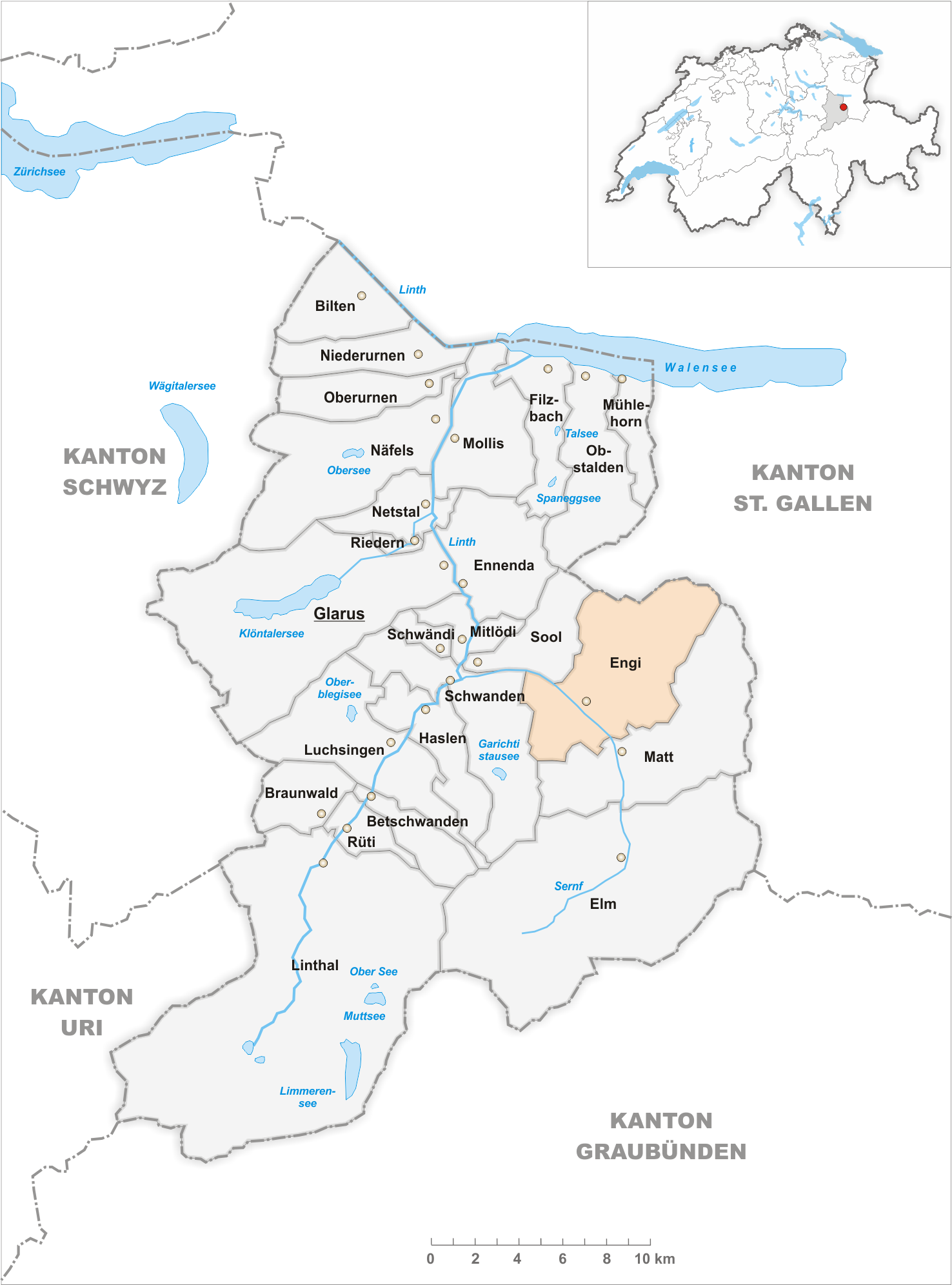
Gemeindestand vor der Fusion am 1. Januar 2011

Engi ist ein Dorf, das zur Gemeinde Glarus Süd im Schweizer Kanton Glarus gehört.
Die ehemals selbständige Ortsgemeinde wurde im Rahmen der Glarner Gemeindereform auf den 1. Januar 2011 mit den Ortsgemeinden Betschwanden, Braunwald, Elm, Haslen, Linthal, Luchsingen, Matt, Mitlödi, Rüti (GL), Schwanden (GL), Schwändi und Sool zur neuen Gemeinde Glarus Süd zusammengelegt.

Engi und Sernftal, historisches Luftbild von 1919, aufgenommen aus 4000 Metern Höhe von Walter Mittelholzer

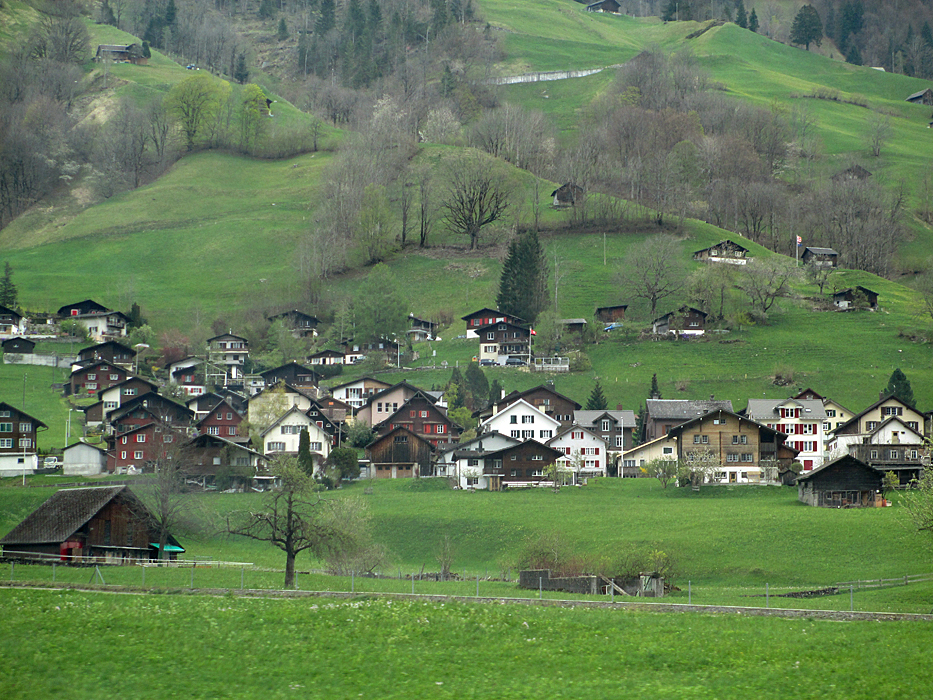
Engi

## Geographie
Der Ort liegt im Sernftal am Sernf, dem östlichen Nebenfluss der Linth, bevor er in Schwanden in die Linth mündet. Engi ist das nördlichste Dorf im Sernftal. Das Siedlungsgebiet ist langgestreckt und besteht aus den Teilen Vorderdorf, Dörfli und Hinterdorf. Das ehemalige Gemeindegebiet umfasst steile bewaldete Berghänge, hochgelegene Alpen sowie bis 2500 m ü. M. hohe Berggipfel. Von der vormaligen Gemeindefläche sind 38,1 % landwirtschaftliche Nutzflächen, 36,1 % sind Wald, 1,2 % ist Siedlungsfläche, und 24,4 % sind unproduktiv. Die Alpgebiete liegen im Mühlebachtal, welches nach Norden öffnet und Richtung Osten abbiegt. Weitere Alpen sind Fittern (bekannt für Alpkäse) Chreuel, Laueli und Gufeli (Schafalp). Heualpen sind Bergli, Bützi, Oberfittern und Glattmatt. Das Klima ist alpin.

## Bevölkerung
| Bevölkerungsentwicklung | Bevölkerungsentwicklung |
| Jahr                    | Einwohner               |
| ----------------------- | ----------------------- |
| 1777                    | 267 Bürger              |
| 1850                    | 1197                    |
| 1900                    | 1160                    |
| 1950                    | 1122                    |
| 2000                    | 656                     |
| 2005                    | 664                     |
| 2008                    | 635                     |
| 2020                    | 591                     |

## Wirtschaft
Land- und Alpwirtschaft sowie der Schieferabbau im Landesplattenberg waren bis zum 20. Jahrhundert die wichtigsten Einnahmequellen der Einwohner von Engi.

### Verkehr

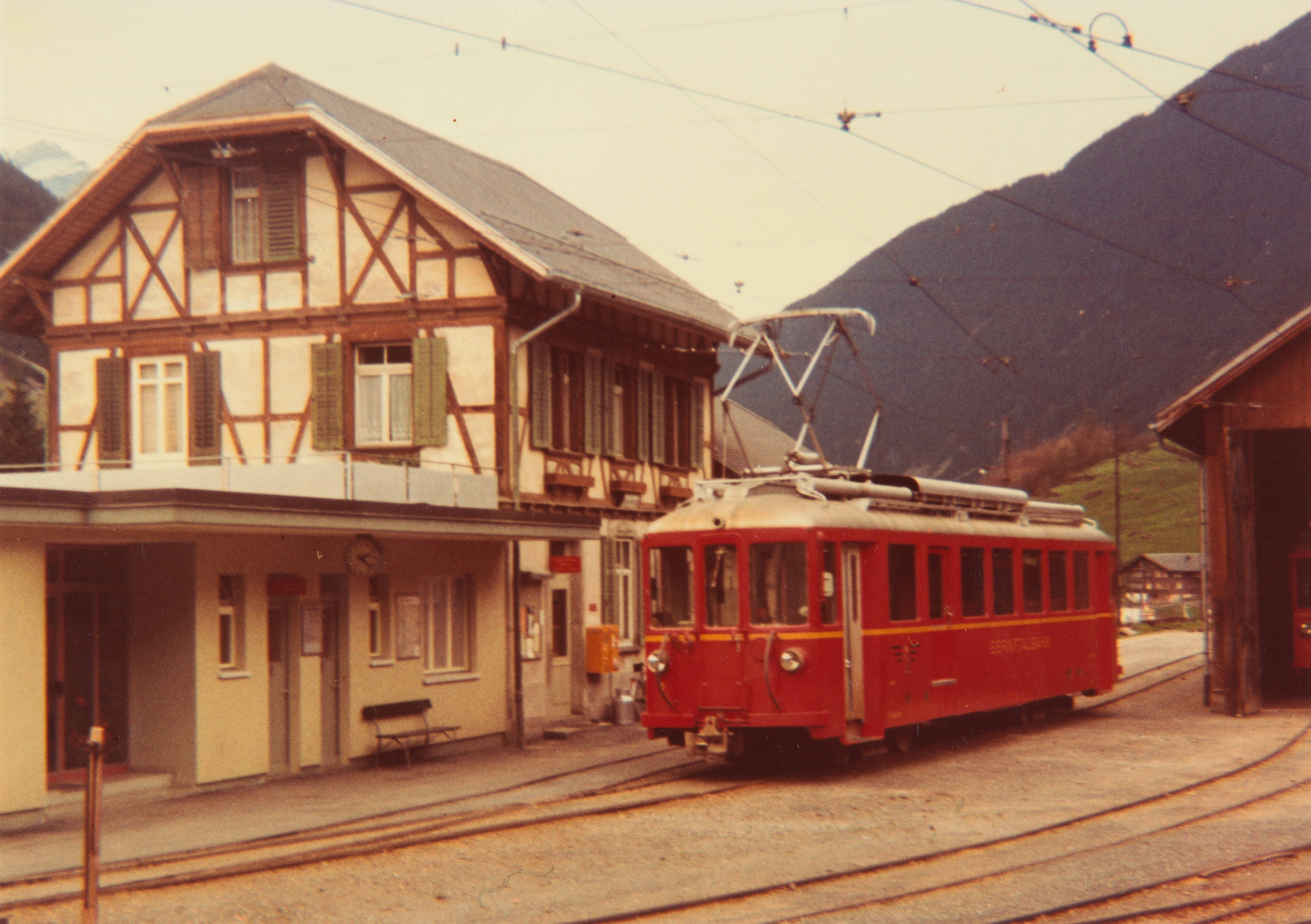
Ehemaliger Bahnhof Engi Vorderdorf

Seit der Stilllegung der Sernftalbahn ist die Hauptstrasse für den Individualverkehr und den Busbetrieb der Autobetrieb Sernftal AG die einzige Verkehrserschliessung von Engi.

### Tourismus
Wanderwege führen talabwärts nach Schwanden und talaufwärts nach Elm (Via Suworow), an die Murgseen und nach Murg und in die Weissenberge.
Ab Frühsommer kann auf einer im Jahr 2020 neu erstellten Pitch&Putt-Golf-Anlage gespielt werden.
Der Skilift Engi, dessen Pisten nachts beleuchtet waren, stellte den Betrieb 2020 ein. Eine Langlaufloipe wird von Engi bis nach Matt gespurt.

## Geschichte
Der Name Engi stammt von den alemannischen Siedlern ab. In einer Urkunde des Klosters Säckingen wird er erstmals im Jahr 1350 erwähnt.
Die Gemeinde kaufte 1408 die Gandalp, eine Alp des Landes Glarus am linken Sernfufer, damals ging man zur Grossviehzucht mit Alpsömmerung über. Für den Eigenbedarf wurde vor allem Gerste angebaut.
Seit dem 13. Jahrhundert waren die Einwohner von Engi im Nachbardorf Matt kirchengenössig. Dort wurde 1273 eine Kirche errichtet und geweiht. Im Jahr 1528 wurde die Reformation eingeführt.
Der Schieferabbau in Engi wurde 1565 zum ersten Mal urkundlich erwähnt. Damals wurde Fremden das Graben nach Schieferplatten verboten. Auf Grund der ungünstigen Transportbedingungen war der Abbau seit dem 17. Jahrhundert nicht mehr konkurrenzfähig, denn die Platten mussten auf Saumtieren aus dem Tal nach Schwanden gebracht werden.
Das Bevölkerungswachstum, die napoleonischen Kriege mit dem Durchzug der Armee General Suworows im Oktober 1799, Naturkatastrophen und Mangel an Verdienstmöglichkeiten führten zu einer schweren wirtschaftlichen Krise. Sie zwang im 19. Jahrhundert viele Dorfbewohner, nach Nord- und Südamerika auszuwandern.
Seit 1826 besteht eine erste Strasse ins Sernftal. Der Schieferabbau erlebte sofort einen Aufschwung, und das Land Glarus übernahm ihn darauf im Jahr 1833. Dies führte zum neuen Namen des Schieferbergwerks Landesplattenberg. 1855 wurde die Sernftalstrasse erweitert. Leonhard Blumer gründete 1864 die Weberei Sernftal am Ausgang des Mühlebachtals. Er initiierte eine Strassenbahn, die von 1905 bis 1969 in Betrieb war, heute ist sie durch einen Busbetrieb ersetzt.

## Sehenswürdigkeiten

### Landesplattenberg
Seit dem 16. Jahrhundert wurde im Landesplattenberg in Engi Schiefer abgebaut.
Die Fossilienfunde machten den Plattenberg schon zu Beginn des 18. Jahrhunderts unter den Naturforschern bekannt. Immer wieder wurden interessante Fischversteinerungen, aber auch versteinerte Schildkröten oder Vögel gefunden. Johann Jakob Scheuchzer, der bedeutende Zürcher Naturwissenschaftler, untersuchte den Plattenberg im Jahr 1705. Auf Betreiben Scheuchzers wurden ihm alle Versteinerungen gegen Bezahlung nach Zürich gesandt.
Von dort fanden sie den Weg in naturhistorische Museen vieler europäischer Länder.
Der Landesplattenberg wurde 1961 aus arbeitshygienischen und wirtschaftlichen Gründen stillgelegt.
Seit 1995 werden im Sommerhalbjahr Führungen in den Landesplattenberg durchgeführt. Eine Ausstellung zu den Techniken des Schieferabbaus und seiner Geschichte kann besichtigt werden.

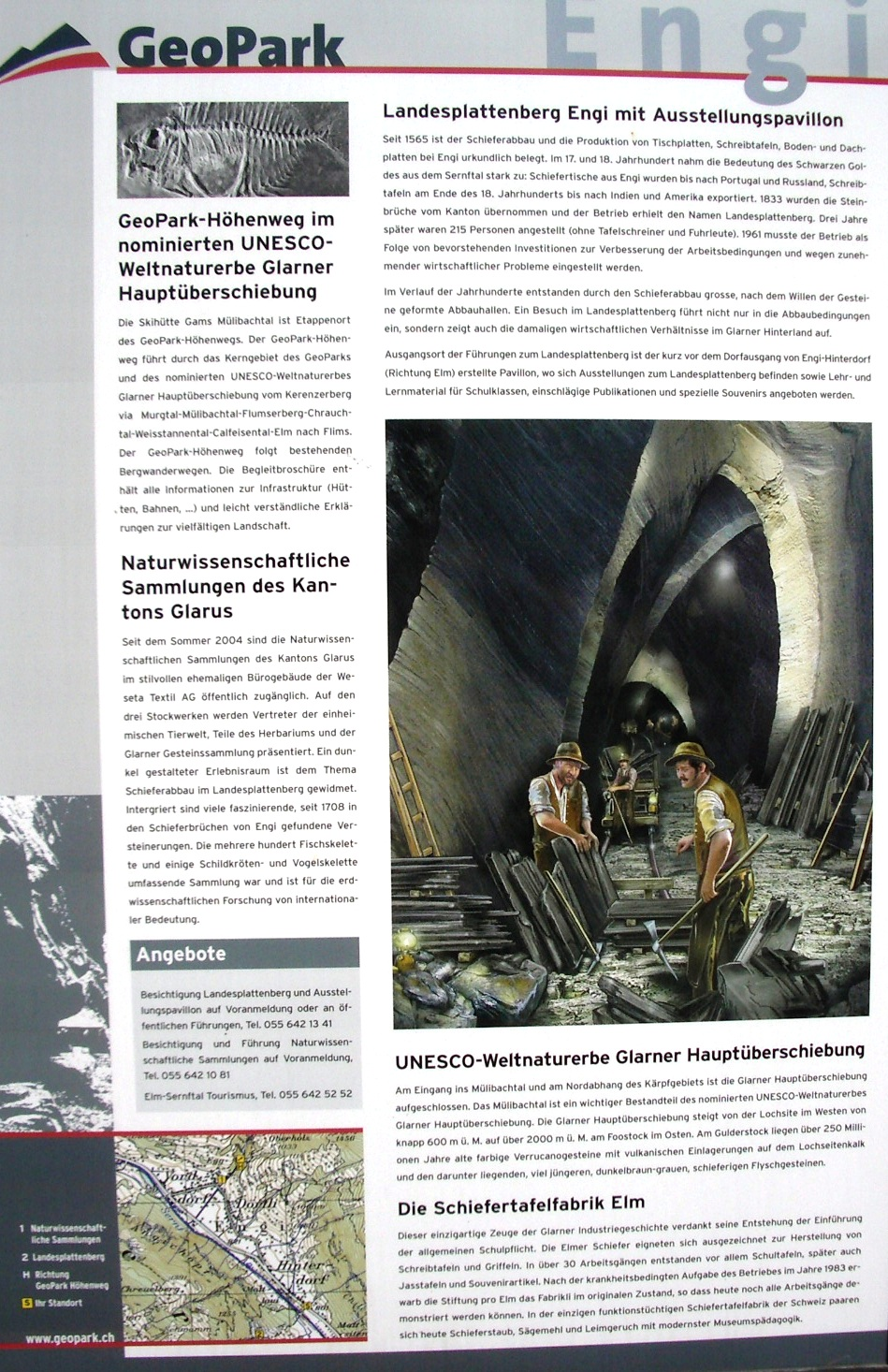
Orientierungstafel GeoPark Engi
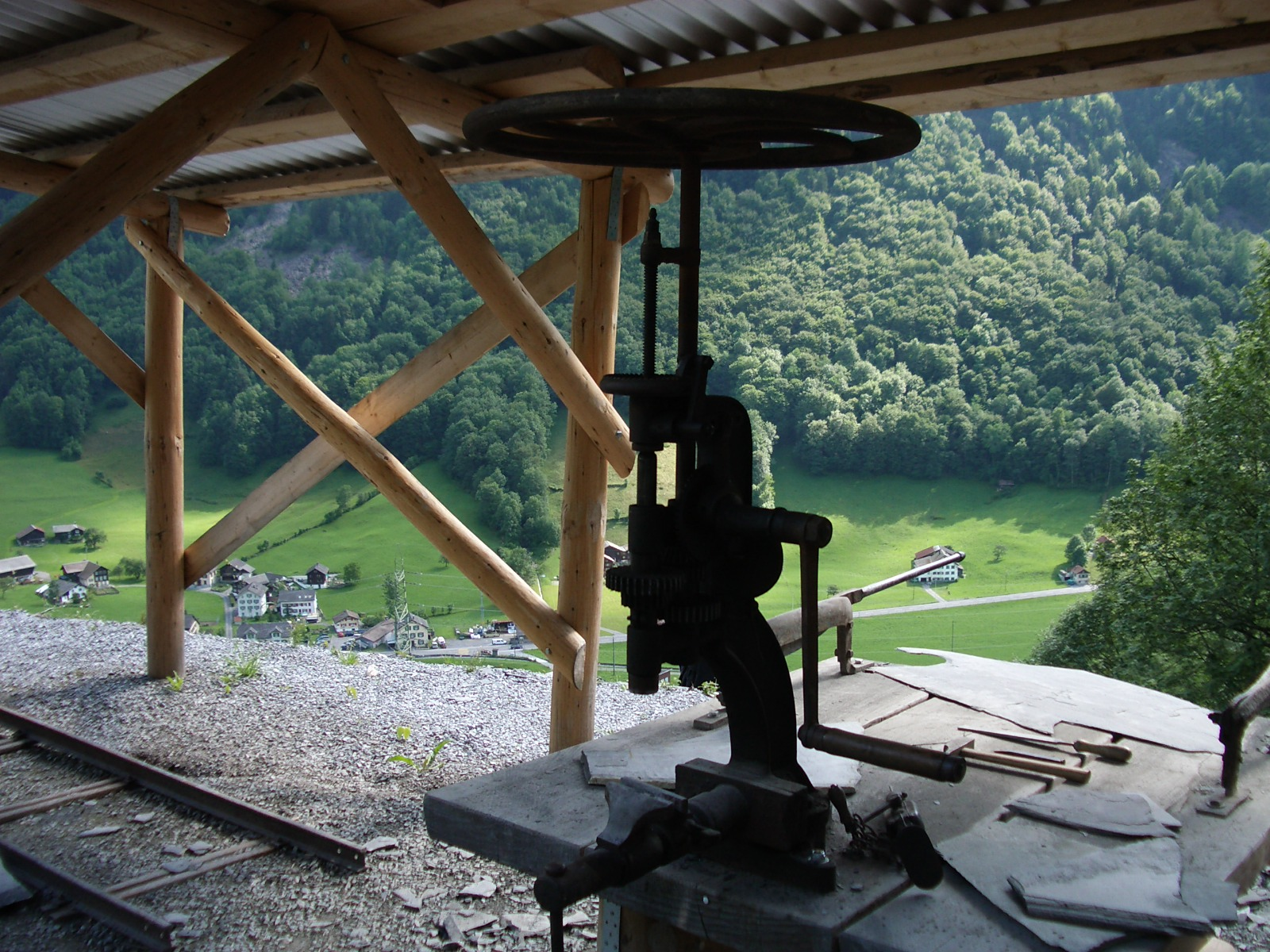
Blick auf Engi vom Landesplattenberg
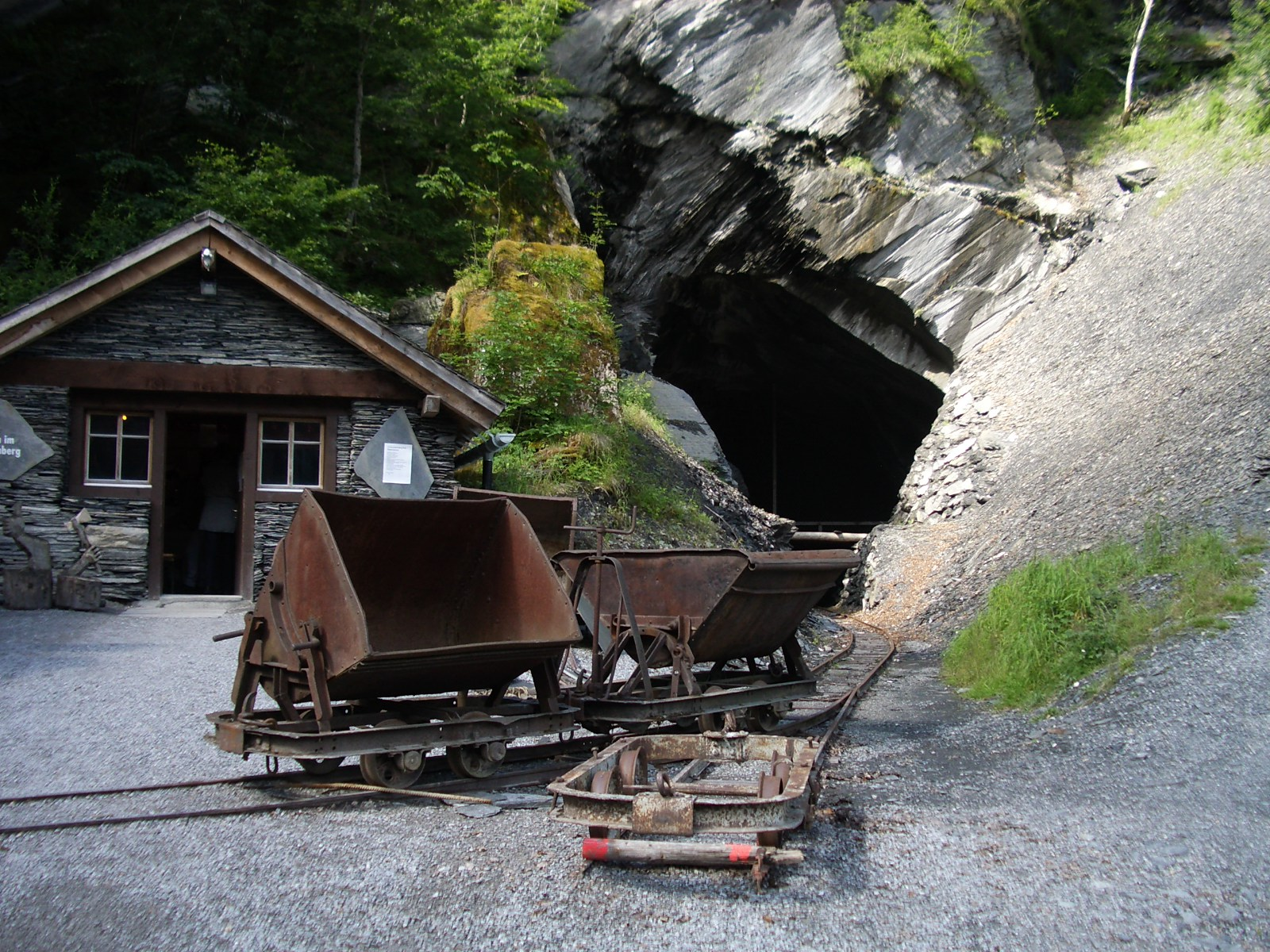
Hauptstolleneingang beim Landesplattenberg
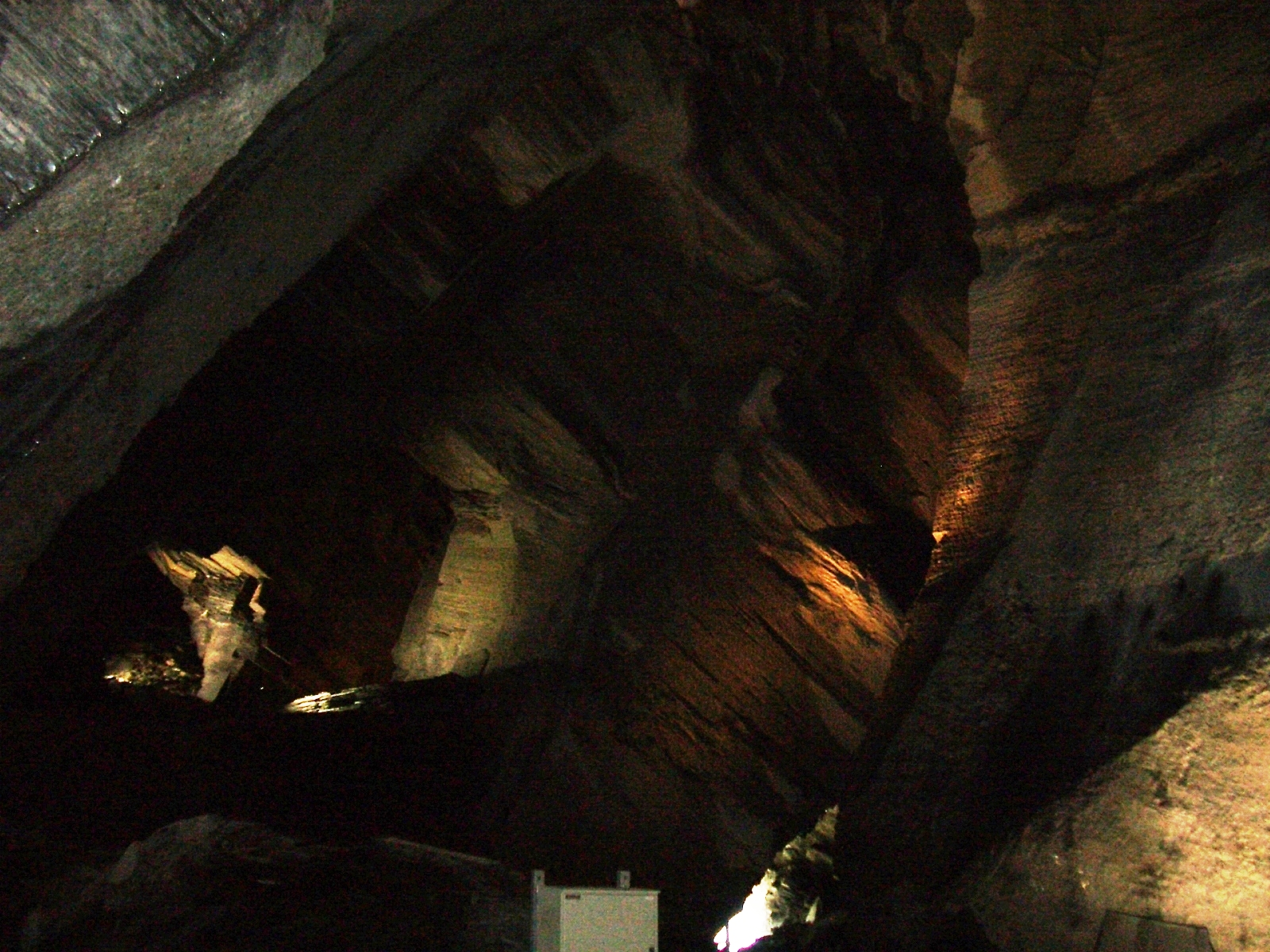
Im Schieferbergwerk

### Glarner Naturmuseum
Seit 2004 sind die naturwissenschaftlichen Sammlungen des Kantons Glarus an einem Ort zusammengeführt und öffentlich zugänglich. Im ehemaligen Bürogebäude der Weseta Textil AG sind neben der Tierwelt, diversen Herbarien, Hunderten von Schieferfossilien, Gesteins- und Mineraliensammlungen auch Tausende von Schmetterlingen zu sehen. Wegen Sparmassnahmen des Kantons Glarus wurde das Museum auf den 1. Juli 2016 geschlossen und ist derzeit nicht mehr öffentlich zugänglich.

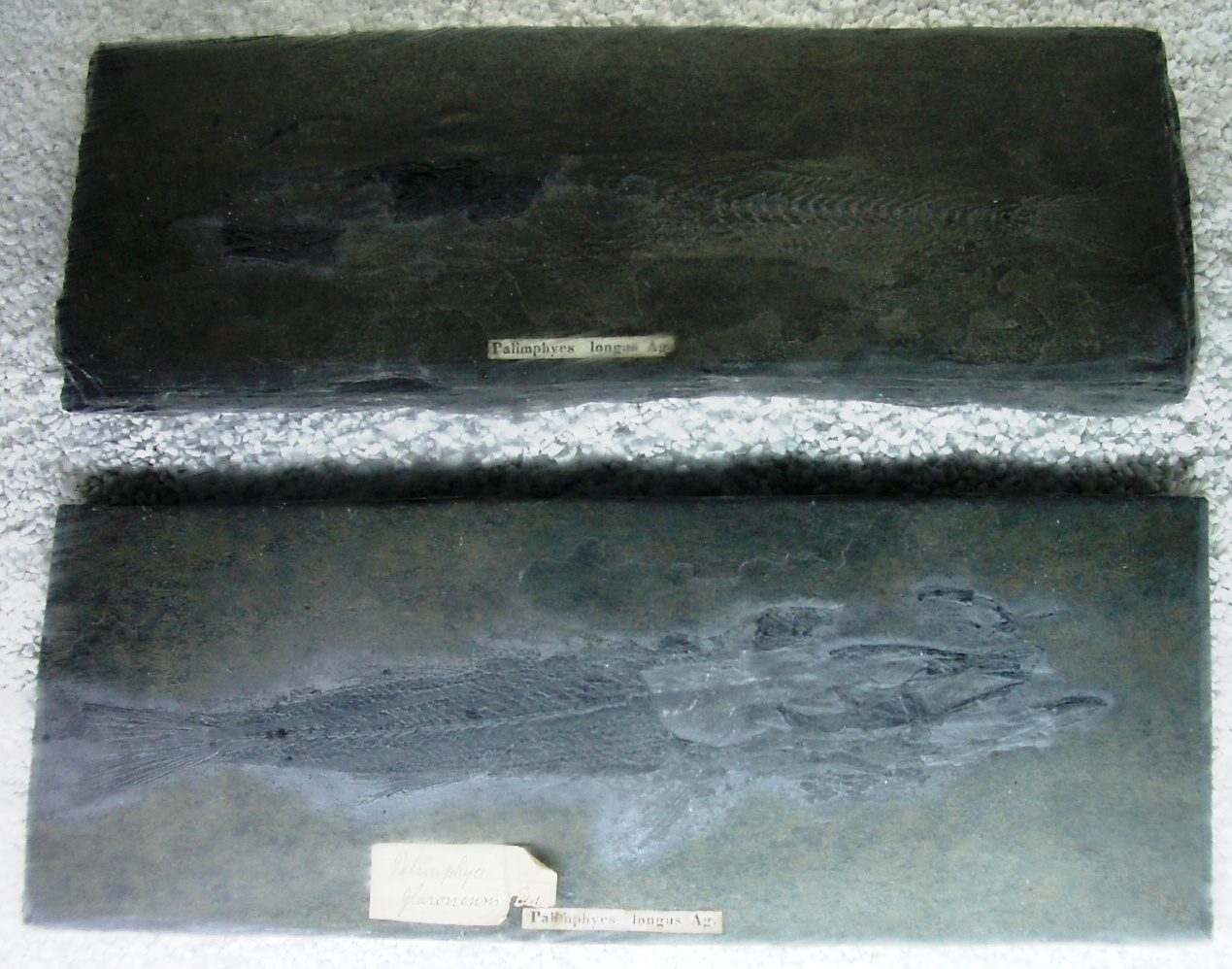
Fischversteinerungen

## Persönlichkeiten
- David Baumgartner (1908–1999), Politiker der SP, Gemeindepräsident und Nationalrat
- Fritz Ruch (1920–2006), Botaniker und Professor
- Albert Schmidt (* 1942), Bergsteiger und Kunstmaler, in Engi geboren
- Mathias Zopfi (* 1983), Politiker der Grünen, Ständerat
- Martin Baumgartner (* 1992), Politiker (SVP), Landrat, wohnt in Engi